# Colchicum antilibanoticum
Colchicum antilibanoticum là một loài thực vật có hoa trong họ Colchicaceae. Loài này được Gomb. miêu tả khoa học đầu tiên năm 1957.